# Свети Георги (Горенци, XIX век)
Вижте пояснителната страница за други значения на Свети Георги.
„Свети Георги“, наричана от местното население „Свети Ер“ (на гръцки: Αγίου Γεωργίου), е православна църква в костурското село Горенци (Корисос), Егейска Македония, Гърция. Храмът е част от Костурската епархия.
Изградена е в 1882 година – над полукръглата апсида отвън има надпис „18†82“. В архитектурно отношение църквата е триетажна трикорабна базилика. В нея има забележителен дървен резбован иконостас. Царските икони са от 1884 година и са дело на зографа Атанасиос Панайоту от Костур (διά χειρός Αθανασίου Παναγιώτου εκ Καστορίας…1884).
Около 1899 година българската община в Горенци, която ползва малката едноименна църква „Свети Георги“, прави успешен опит да превземат „Свети Ер“, но след като гъркоманите дават подкуп на властта, инициаторите Гильо и Цилка Костови и баба Бецелка са арестувани и изтезавани. На 11 май 1909 година свещеник Неделко Попстефов от Загоричани отслужва служба на български в църквата. Гъркоманите се опитват да попречат, но са отблъснати. Лев Адамов преподава в Горенци и в 1909/1910 година, като освен него е назначена и Грозда Репацова от Смърдеш.
През пролетта на 1910 гододина Османският парламент решава спора между Патриаршията и Екзархията по въпроса за църковните и училищните имоти и на 10 август голямата и нова църква „Свети Георги“ е предадена на българската община. В нея служи свещеник Лев Адамов. Ключовете от църквата и от българското училище са отнети от новите гръцки власти на 5 юли 1913 година.
В 1996 година гробищната църква и едноименният параклис, който датира от XVIII век, са обявени за защитени паметници.